# Aluminiumhydroxid
Das Aluminiumhydroxid, Summenformel Al(OH)3, ist eine natürlich in Form verschiedener Minerale vorkommende chemische Verbindung aus der Gruppe der Hydroxide. Aluminiumhydroxid wird nach seinen Erscheinungsformen unterschieden und hat amphoteren Charakter.

## Modifikationen
Vom Aluminiumorthohydroxid Al(OH)3 sind vier Modifikationen bekannt:
- triklin: Bekannt in Form der Minerale Doyleit (IMA 1980-041) und Nordstrandit
- monoklin: Bekannt in Form der Minerale Gibbsit (auch Hydrargillit) und Bayerit

Weiterhin existiert das wasserärmere Aluminiummetahydroxid (Aluminiumoxidhydroxid) AlO(OH), von dem folgende Variationen existieren:
- orthorhombisch, α-AlO(OH): Bekannt als Mineral Diaspor
- orthorhombisch, γ-AlO(OH): Bekannt als Mineral Böhmit

## Vorkommen
Die Aluminiumhydroxid-Modifikationen Gibbsit und Bayerit kommen in der Natur als Bestandteile des Bauxits vor.

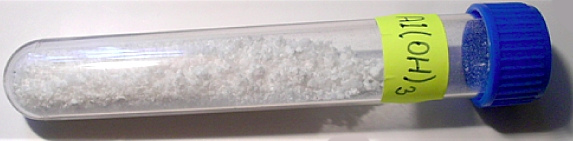
Aluminiumhydroxid

## Synthese
Durch Fällung von Aluminiumhydroxid mit Ammoniak in wässriger Aluminiumsalzlösung erhält man eine als Aluminiumoxidhydrat bezeichnete amorphe und voluminöse Form, die sich über die Zeit langsam über Bayerit und Böhmit in den thermodynamisch stabilen Hydrargillit wandelt. Durch Erhitzung von Hydrargillit auf 300 °C wird eine teilweise Entwässerung zu kristallisiertem Böhmit bewirkt. Diaspor wird dargestellt, indem Böhmit in wässriger Natronlauge unter Druck (50 MPa) auf 380 °C erhitzt wird.
Wird Kohlenstoffdioxid in eine Natriumaluminatlösung eingeleitet, bildet sich bei 80 °C kristallines α-Al(OH)3. Bei geringerer Temperatur würde zunächst Bayerit entstehen, der allmählich in α-Al(OH)3 übergeht.
Großtechnisch wird Aluminiumhydroxid aus Bauxit durch Aufschluss mit Natronlauge nach dem Bayer-Verfahren hergestellt. Größter Hersteller war in Deutschland die VAW. Heute wird Aluminiumhydroxid großtechnisch in Deutschland nur noch von der Aluminium Oxid Stade GmbH produziert.
Werden die verschiedenen Aluminiumhydroxidformen durch starkes Erhitzen dehydratisiert (calciniert), erhält man Aluminiumoxid Al2O3.

## Reaktionsverhalten
Unter Einwirkung von Basen wird Aluminiumhydroxid in Aluminate überführt:
{\displaystyle \mathrm {Al(OH)_{3}+OH^{-}\longrightarrow [Al(OH)_{4}]^{-}} }
In Säuren reagiert es zu den entsprechenden Aluminiumsalzlösungen.
{\displaystyle \mathrm {Al(OH)_{3}+3\ H_{3}O^{+}\longrightarrow [Al(H_{2}O)_{6}]^{3+}{}} }
Die Reaktionsgeschwindigkeit ist dabei abhängig von der beteiligten Modifikation, so ist die Löslichkeit in Säuren bei amorpher Struktur wesentlich größer als bei kristalliner Form.

## Verwendung in der Industrie
Aluminiumhydroxid tritt als Bayerit und Hydrargillit als Zwischenprodukte bei der Aluminiumgewinnung nach dem Bayer-Verfahren in Erscheinung und wird dort als Nebenprodukt („Feuchthydrat“) gewonnen und als Rohstoff zur Herstellung diverser Al-Verbindungen in der Industrie verwendet, z. B. Herstellung von Natriumaluminat-Lösung oder Polyaluminiumchlorid.
Aluminiumhydroxid (Hydrargillit, auch ATH von Aluminiumtrihydrat genannt) ist das weltweit bedeutendste mineralische Flammschutzmittel. Es zeichnet sich besonders durch seine Umweltfreundlichkeit (halogenfrei) und Effizienz als Rauchgasunterdrückungsmittel aus.

## Anwendung und Wirkungen im menschlichen Körper

### Körperpflege
Sonnencremes und Zahnpasten enthalten Aluminiumhydroxid. In Sonnencremes wird Aluminiumhydroxid zum Ummanteln des mineralischen Sonnenschutzfilters Titandioxid benutzt.

### Sexualpraktik in Afrika
Aluminiumhydroxidsteinchen oder Pulver dienen einer Sexualpraktik, die im südlichen Afrika verbreitet ist. Durch Einführen in die Vagina wird die Vaginalschleimhaut ausgetrocknet, was unangenehm und schmerzhaft für Frauen ist, sowie schlecht für die Scheidenflora, den Lustgewinn des Mannes steigern soll (siehe auch Trockener Sex). Die Praktik wird mit verstärkter HIV-Übertragung in Verbindung gebracht.

### Medizinische Anwendungen

#### Bei Dialysepatienten
In der Medizin wird Aluminiumhydroxid bei Dialysepatienten als Phosphatbinder eingesetzt. Dabei zeigte sich bei längerem Einsatz eine zerebrale Toxizität (Demenz), ebenso eine Knochentoxizität, weshalb ein Einsatz von höchstens vier Wochen empfohlen wird.

#### Neutralisierung der Magensäure bei Sodbrennen
Ebenso wird Aluminiumhydroxid für Antazida verwendet, etwa im auch Magnesiumhydroxid enthaltenden Präparat Maalox (oder auch im Methylisopropylphenol und Lithiumbenzoat enthaltenden, gegen „Hyperacidität, Sodbrennen, Blähungen und Gallestauungen“ früher eingesetzten Präparat Thylial). Ein Antazidum (Mehrzahl Antazida) ist ein Arzneimittel zur Neutralisierung der Magensäure. Beim Antazidum handelt sich um eine schwache Base oder das Salz einer schwachen Säure, so dass dessen Wirkmechanismus unter anderem durch die Pufferung der Magensäure zu erklären ist. Anwendungsgebiet für Antazida ist die symptomatische Behandlung von Erkrankungen, bei denen die Magensäure gebunden werden soll. Dazu gehören Sodbrennen, saures Aufstoßen und säurebedingte Magenschmerzen. Meistens werden Antazida jedoch als rezeptfreie Selbstmedikation gegen Refluxösophagitis (Speiseröhrenentzündung) eingesetzt.

#### Depotträger bei der subkutanen Immuntherapie
Für eine Hyposensibilisierung – speziell bei der subkutanen Immuntherapie – verwendet man als Depotträger meistens Aluminiumhydroxid. Dadurch werden die Allergene über einen längeren Zeitraum kontinuierlich freigesetzt.

#### Wirkungsverstärker in Impfstoffen
Aluminiumhydroxid wird seit den 1930er Jahren bis heute als Adjuvans (Hilfsstoff) bei inaktivierten Impfstoffen (also solchen, die keine vermehrungsfähigen Erreger enthalten) verwendet. Die Immunantwort steigernde Wirkung von Aluminiumsalzen geht allgemein auf die Arbeiten von Alexander Glenny und Mitarbeitern 1926 zurück.
Aluminiumhydroxid liegt als Oxyhydroxid vor (AlOOH), da kristallines Al(OH)3 mit seiner geringen Oberfläche (ca. 20 bis 50 m2/g) ein schlechtes Absorptionsmittel ist – im Gegensatz zum Oxyhydroxid (ca. 500 m2/g). Aluminiumoxyhydroxid ist eine stöchiometrische Verbindung, seine Oberfläche besteht dabei aus Al-OH- und Al-O-Al-Gruppen. Strukturell ähnelt es Böhmit und hat einen isoelektrischen Punkt von 9 bis 11. Bei einem pH-Wert von 7,4 liegt seine Oberfläche daher positiv geladen vor.
Seit den 1980er Jahren hat es hierbei analog verwendete Calciumphosphate in DTP- und Kinderlähmung-Impfstoffen (in Frankreich) abgelöst. Es gilt in der verwendeten Dosierung als ungiftig, verursacht aber einen lokalen Gewebsreiz und ruft somit eine Th2-Reaktion hervor, was dem Impfstoff allein nicht in ausreichendem Maß gelingt. Bisher gibt es wenige Alternativen für das Aluminiumhydroxid, die zugelassen sind, gleich gut wirken und keine Nachteile besitzen. Aluminiumhydroxid hat sich als Verstärker so bewährt, dass eine sogenannte Grundimmunisierung (das sind drei Dosen desselben inaktivierten Impfstoffes innerhalb eines Jahres) einen jahrelangen (z. B. gegen FSME 3–5 Jahre) bis jahrzehntelangen (z. B. gegen Hepatitis A) Schutz gewährt. Die für eine Impfung verwendete, relativ geringe Menge des abgetöteten Erregers kann das Immunsystem nicht ähnlich stark stimulieren wie eine Infektion mit dem sich vermehrenden Erreger. Wenn also aus Sicherheitsgründen nur mit abgetöteten Erregern oder mit Teilen dieser Erreger geimpft wird, muss eine solche „inaktivierte Impfung“ mehrmals wiederholt werden, bis genug Abwehrstoffe für einen sicheren Schutz gebildet sind. Hierbei hilft das Aluminiumhydroxid, die Zahl der für den Schutz notwendigen Einzelimpfungen zu verringern.
Die durchschnittliche Menge an Aluminium(verbindungen) in Impfstoffen liegt bei 125 bis 850 µg pro Dosis. In der EU beträgt der zugelassene Höchstwert für eine Impfung 1250 µg pro Dosis.

#### Risiken
Im Jahr 2009 behaupteten Neurowissenschaftler, dass Aluminiumhydroxid in Impfstoffen Nebenwirkungen hervorrufen kann. Die Krankheitssymptomatik wurde Makrophagische Myofasciitis (MMF) genannt. In einer Studie wurden Patienten hauptsächlich aus Frankreich untersucht, die an dieser lokalen Muskelentzündung litten, und ein Zusammenhang zu Impfungen mit dem Zusatzstoff Aluminiumhydroxid postuliert. Ein klarer kausaler Zusammenhang zwischen aluminiumhydroxidhaltigen Impfstoffen und MMF konnte nicht belegt werden.
Das deutsche Paul-Ehrlich-Institut stellte im November 2015 fest, dass sich aus klinischen Studien und aus der Spontanerfassung von Nebenwirkungen in Deutschland kein Hinweis auf eine aluminiumbedingte Toxizität nach Impfungen finden ließ. Es stellte fest, dass die systemische Exposition durch die in Deutschland empfohlenen aluminiumhaltigen Impfungen in den ersten beiden Lebensjahren im Bereich der tolerierbaren Aufnahme durch die Nahrung liegt. Zudem sei der Beitrag von Impfungen zur geschätzten lebenslangen Nettoakkumulation von Aluminium im Organismus im Vergleich zur kontinuierlichen Aufnahme von Aluminium aus anderen Quellen gering und vor dem Hintergrund des Nutzens der Impfungen als vertretbar einzustufen. Wissenschaftliche Analysen, die eine Gefährdung von Kindern oder Erwachsenen durch Impfungen mit aluminiumhaltigen Adjuvanzien zeigen, sind nicht bekannt.
Impfstoffe mit Aluminiumsalzen als Adjuvans (z. B. Aluminiumhydroxid bzw. Aluminiumphosphat) werden seit über 90 Jahren verwendet. Trotz des langen Beobachtungszeitraums ist das Nutzen-Risiko-Verhältnis äußerst positiv, die applizierte Dosis liegt selbst bei Säuglingen oder Kleinkindern weit unter der minimalen Risikogrenze. Aluminiumhaltige Adjuvantien stehen nicht im Verdacht, kanzerogen oder teratogen zu sein. Als sichere Grenzkonzentration Al-haltiger Substanzen gelten 2 mg/kg pro Tag, wodurch vergleichsweise die Menge in Impfstoffen weit unterhalb dieser Grenze liegt, auch wenn sie in jenem Fall nicht den Magen-Darm-Trakt als natürliche Barriere passieren müssen.
Zwar sind schwerwiegende Nebenwirkungen in Verbindung mit Impfungen aufgetreten. Jedoch traten diese in Menschen mit gewissen Grunderkrankungen (beispielsweise eine Nierenfunktionsstörung oder Immunschwäche) oder bei einer überdurchschnittlich starken Einnahme von aluminiumhaltigen Substanzen auf. Zu den gewöhnlichen Nebenwirkungen zählen manchmal allergische Reaktionen, die am häufigsten sind, aber mild und kurzlebig: Schmerzen, Jucken und Rötungen an der Einstichstelle.
Es wird in der Fachliteratur auch diskutiert, die in Impfstoffen enthaltenen aluminiumhaltigen Adjuvantien wieder mit Calciumphosphaten zu substituieren.